# 全国農林漁業団体職員労働組合連合
全国農林漁業団体職員労働組合連合（ぜんこくのうりんぎょぎょうだんたいしょくいんろうどうくみあいれんごう、略称：全国農団労（ぜんこくのうだんろう）、英語：National Federation of Agricultural, Forestry and Fishery Cooperatives' Workers' Unions）は、日本の労働組合である。
日本労働組合総連合会（連合）、国際食品関連産業労働組合連合会（IUF）に加盟している。

## 概要
農協や漁協などに勤務する労働者で組織する全国農業協同組合労働組合連合会（全農協労連）が、日本共産党の影響を強く受けるようになり、全労連加盟・連合不参加を決めたことに対し、連合支持の単位労組などが離脱して1989年3月6日発足。1993年に連合に正式加盟。
16道県の農協、農協連合会とその関連会社で働く労働者で組織する労働組合で構成している。

## 綱領
1.われわれは、第1次産業関連労働者の自主的な単一組織を確立し、もってわれわれの経済的、社会的政治的地位の向上を期す。
2.われわれは、第1次産業に携わる農・林・漁民と手を結び、その産業の健全な発展を期す。
3.われわれは、外部からのあらゆる支配干渉を許さず、民主主義を推進し、平和世界の建設と労働者の解放を期す。

## 執行体制
2021－2022年度
中央執行委員長：大谷昇（福岡）
副中央執行委員長：宇都宮克明（島根）
書記長：中本栄治（広島）
書記次長：小熊淳司（長野）
書記次長：野中弘明（茨城）
財政部長：篠島良幸（富山）
中央執行委員：里田斉昭（鳥取）
中央執行委員：中西良太（香川）
中央執行委員：竹谷公男（徳島）
中央執行委員：大谷篤史（本部）
監事：平林正輝（長野）
監事：山仲英之（千葉）

## 組織内議員
・篠原孝（衆議院議員　長野）
・埋橋茂人（長野県議会議員）
・春田洋（徳島市議会議員）

## 顧問弁護士
・加藤晋介（辰巳法律事務所）